# Военный советник
Военный советник (военный специалист) — представитель вооружённых сил одного государства, направленный в вооружённые силы другого государства в соответствии с двусторонним межправительственным соглашением для оказания помощи в обучении войск, освоении военной техники и вооружения, подготовке кадров и тому подобного, или для подготовки антиправительственных организаций с целью свержения законных правительств.
В некоторых ситуациях военные советники могут привлекаться к непосредственной организации и ведению боевых действий. К категории военных специалистов помимо прочих относятся переводчики, консультанты, преподаватели, инструкторы и представители других военных специальностей. В Российской империи — чин и классное звание по Военному ведомству.

## Военные советники в России

### Имперский период
Военный чин 5-го класса Табели о рангах (1763—1809), классное звание по Военному ведомству (1809—1836) и гражданский чин 6-го класса (1836—1848).

### Советский период
Направлялись по линии 10-го управления Генерального штаба ВС СССР.

### Современный этап
В современных условиях все вопросы, связанные с командированием военных специалистов за рубеж и с руководством их работой решаются Главным управлением международного военного сотрудничества Министерства обороны Российской Федерации.
Среди стран, где находятся либо находились российские военспецы числятся: Эфиопия (1998—2000), Сирия (с 2015), Судан и ЦАР (с 2018), Венесуэла (2019).

## Военные советники США
Военные советники США принимали участие в следующих войнах:
- Афганская война (1979—1989) — помощь душманам (афганским моджахедам) (Операция «Циклон»)

Американские военные советники, в 2016 году, были направлены в 70 % государств и стран мира. Граждане США получают сообщения о гибели американских военных советников в Нигере, Сомали, Йемене, Сирии, Ираке и Афганистане.

## Военные советники Белоруссии
Вооружённые силы Республики Беларусь направляли своих военных специалистов в такие страны, как Кот-д’Ивуар, Венесуэла, Ливия, Йемен и Демократическая Республика Конго, действуя как официально, так и скрытно. У себя на родине они ранее занимались подготовкой военнослужащих из Нигерии. Обычно в стране редко распространяются о подобного рода деятельности, особенно в государственных СМИ, а заседание парламента Белоруссии по вопросу направления военных советников в то или иное государство осуществляется в закрытом режиме. Официально имели место военные миссии в Венесуэле (помимо СМИ, о ней говорил и Президент Белорусcии Александр Лукашенко), Ливии (факт наличия контингента военных специалистов в довоенный период подтвердил советник посольства республики в Триполи Георгий Громыко, но отрицалось какое-либо участие в боевых действиях) и Йемене (подтвердили представитель МИД Андрей Савиных и глава Госкомвоенпрома Сергей Гурулёв), а также кампания по подготовке и обучению нигерийских военнослужащих (опубликованы фотографии «Центра специальной подготовки»). В иных случаях правительство страны зачастую отрицает или вообще никак не комментирует подобного рода информацию.

## Другие страны
- Великобритания: в рамках операции «Решительная поддержка» оказывает свою помощь Афганистану, в основном военными специалистами. Также её советники и инструкторы находились и находятся в Ираке, где, наряду с США, в годы Иракской войны (2003—2011) участвовали в формировании новой армии страны.
- Израиль: в конце 1960-х — начале 1970-х направлял инструкторов по парашютизму в вооружённые силы Лаоса и Заира.
- Иран: вопросами внешней работы занимается преимущественно Корпус стражей Исламской революции. Корпус проводил военные операции или подготавливал дружественные себе формирования в ходе Боснийского, Палестино-израильского, Иракского, Сирийского и Йеменского конфликтов.
- Китай: китайские советники оказывают содействие Сирийской Арабской Армии в гражданской войне в Сирии, а в годы Вьетнамской войны, наряду с советскими военными, в Северном Вьетнаме действовали и китайские специалисты.
- Франция: предоставляет услуги своих специалистов многим странам, преимущественно это её бывшие африканские колонии.
- Турция: в настоящее время военспецы этой страны присутствуют в Ливии, где оказывают поддержку Правительству национального согласия Фаиза Сараджа.
- Украина: специалисты оказывали поддержку Эритреи в годы эфиопо-эритрейской войны 1998—2000 годов и новой армии Ирака после 2003 года.
- Японская империя: в годы Первой мировой войны (1914-1917) направляла артиллерийских инструкторов в Российскую империю для обучения русской армии использованию японских осадных артиллерийских установок. В апреле 1915 года 29 японских артиллеристов (12 офицеров и 17 нижних чинов) прибыли в Петроград, установили тяжелые орудия в крепостях Гродно и Ревель, провели обучение русских артиллеристов работе с японскими пушками и гаубицами. Миссия была признана русским командованием «чрезвычайно важной».